# Mycodiplosis limbata
Mycodiplosis limbata är en tvåvingeart som först beskrevs av Johannes Winnertz 1853.  Mycodiplosis limbata ingår i släktet Mycodiplosis och familjen gallmyggor.
Artens utbredningsområde är Tyskland. Inga underarter finns listade i Catalogue of Life.